# Arto Tolsa
Arto Vilho Tolsa, född 9 augusti 1945 i Kotka, död 30 mars 1989 i Kotka, var en finländsk fotbollsspelare. Under sin karriär spelade han för KTP i hemlandet och även för belgiska K. Beerschot VAC. Tolsa utsågs till årets spelare i Finland vid tre tillfällen; 1971, 1974 och 1977. Han spelade också 77 landskamper och gjorde nio mål för Finlands landslag.
Arto Tolsa har även gett namn åt KTP:s hemmaarena, Arto Tolsa Areena.